# Oreonetides flavescens
Oreonetides flavescens là một loài nhện trong họ Linyphiidae.
Loài này thuộc chi Oreonetides. Oreonetides flavescens được miêu tả năm 1937 bởi Crosby.